# Свонсі (область)
Сво́нсі (англ. Swansea) — область у складі Уельсу. Розташована на півдні країни. Адміністративний центр — Свонсі.

## Найбільші міста
Міста з населенням понад 3 тисячі осіб:
| № | Місто        | Населення, осіб (2001) |
| - | ------------ | ---------------------- |
| 1 | Свонсі       | 169 880                |
| 2 | Горсенон     | 19 264                 |
| 3 | Понтардулайс | 7 925                  |
| 4 | Бішопстон    | 3 607                  |